# Anna Kull

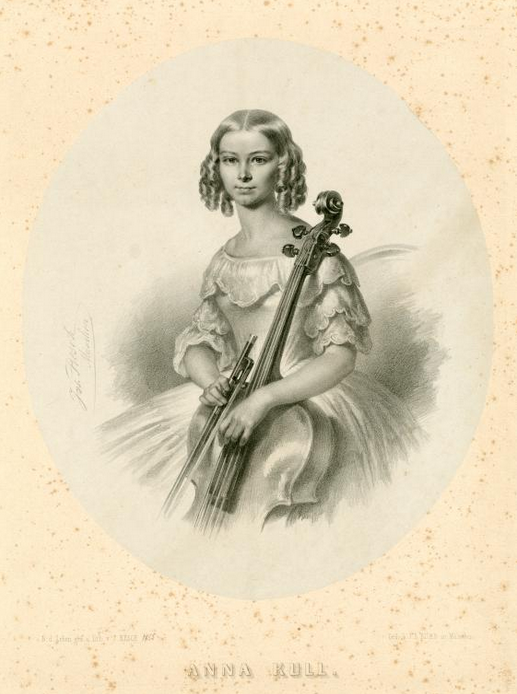
Anna Kull, Lithografie Josef Resch (1819–1901)

Anna Ludwika Kull (* 21. Oktober 1841 in Klausenburg; † 1923 in Trient) war eine Schweizer Cellistin.

## Leben
Anna Kull erhielt ersten Unterricht von ihren Eltern; ihr Vater Jakob Kull hatte in Wien Musik studiert, ihre aus dem Hochadel stammende Mutter Emerenzia Maria Jöchlinger, Freiin von Jochenstein, spielte Klavier. Anna Kull erhielt weiterhin Unterricht in Zürich und 1855 in München bei Hippolyt Müller. Dieser war Solocellist der Münchner Hofkapelle und Lehrer am Münchener Konservatorium.
Anna Kull konzertierte zwischen 1854 und 1860 in der Schweiz, in München, London, Baden-Baden, Frankfurt am Main und Paris als Solistin und Kammermusikpartnerin. Sie trug den Titel «Kammervirtuosin der Königin von England». In Konzertrezensionen wurde ihre «bemerkenswerthe Technik und Kraft» und ihr «Schöner, weicher Ton, elegante Spielweise, namentlich ein herzenswarmes Cantabile» gelobt.
Bereits mit 19 Jahren beendete sie ihre Konzertkarriere, trat aber 1877 noch in einem Wohltätigkeitskonzert in Graz auf. Ihr Repertoire umfasste «die Concertini für Violoncello und Klavier von Bernhard Heinrich Romberg, Kammermusikwerke wie z. B. Ludwig van Beethovens Klaviertrio c-Moll op. 1 Nr. 3 sowie Fantasien und Solostücke der Violoncellisten Joseph Merk, Alfredo Piatti, Guillaume Paque und Adrien-François Servais.»
«Sie gehört neben Lise Cristiani (1825–1853), Hélène de Katow (um 1830–nach 1876) und Róza Szuk (1844–1921) zur ersten Generation von Cellistinnen, die im öffentlichen Konzertleben des 19. Jahrhunderts präsent waren.»